# 日本蘇生科学シンポジウム
日本蘇生科学シンポジウム（にほんそせいかがくしんぽじうむ　英文名　Japan Resuscitation Science Symposium 略称：J-ReSS）は一般社団法人日本蘇生協議会が定款第4条に定める事業として開催する学術集会である。蘇生を科学として扱うシンポジウムであり、医師のみならず看護師、救急隊員ほか蘇生に関係するコメディカルなどが参加し蘇生科学の進歩発展を図るために開催される。

## 学術集会
| 年     | 月日            | 回数   | 会長     | 会場                   | テーマ                                                           | 参加者数  | 備考 |
| ------ | --------------- | ------ | -------- | ---------------------- | ---------------------------------------------------------------- | --------- | --- |
| 2008年 | 3月27日         | 第1回  |          | 福岡国際会議場         |                                                                  |           | [ 1 ] |
| 2009年 | 3月19日         | 第2回  | 岡田和夫 | 大阪市中央公会堂       |                                                                  | 約1,000名 | [ 2 ] |
| 2010年 | 9月12日         | 第3回  | 瀬尾憲正 | 大宮ソニックシティ     | New Horizons in Japan                                            |           | [ 3 ] |
| 2011年 | 9月25日         | 第4回  | 小川久雄 | 神戸国際会議場         | 救急医療と蘇生に関するガイドライン 2010 年改訂と我が国からの発信 |           | [ 4 ] |
| 2012年 | 6月9日          | 第5回  | 古家仁   | 神戸ポートピアホテル   | 日本と世界の蘇生の過去、現在、未来 －G2015を見据えて－           |           | 日本麻酔科学会第59回学術集会併催 |
| 2013年 | 10月24日        | 第6回  |          | 東京国際フォーラム     |                                                                  |           | アジア蘇生科学シンポジウム（Asian Resuscitation Science Symposium: A-ReSS）と同時開催                                                        |
| 2014年 | 3月1日          | 第7回  | 氏家良人 | 国立京都国際会館       | 集中治療領域における蘇生科学の実践                               |           | [ 6 ] |
| 2015年 | 6月4日          | 第8回  | 奥寺敬   | 富山県民会館           | 臨床救急領域の蘇生科学・神経蘇生                                 |           | 第18回日本臨床救急医学会と同時開催 |
| 2016年 | 5月27日         | 第9回  | 外須美夫 | ホテル日航福岡         | 新たに改訂されたガイドライン2015を学ぼう!                        |           | 日本麻酔科学会第63回学術集会と同時開催 |
| 2017年 | 7月17日         | 第10回 |          | パシフィコ横浜         | 領域を超え発展する蘇生科学                                       |           | 第53回日本周産期・新生児医学会学術集会と同時開催                                                                                             |
| 2018年 | 4月19日         | 第11回 | 廣瀬伸一 | 福岡国際会議場         | 蘇生科学：学術分野を越えて, わが国の”未来”を護るために           |           | 第121回日本小児科学会学術集会と同時開催 |
| 2020年 | 7月27日～8月2日 | 第12回 |          | オンライン開催         | CPRを再考する                                                    |           | 第84回日本循環器学会学術集会にて併催予定であったが、新型コロナウイルス感染拡大により、開催方式が変更                                         |
| 2020年 | 11月25日        | 第13回 | 今泉均   | 東京医科大学           | JRCガイドライン2020を展望する                                    |           | 日本蘇生学会第39回大会と同時開催 |
| 2022年 | 3月19日         | 第14回 | 川前金幸 | オンライン開催         |                                                                  |           | 第49回日本集中治療医学会学術集会会期中に仙台国際センターでの開催が予定されていたが、3月16日に発生した福島県沖地震の影響により、Web開催に変更 |
| 2023年 | 7月28日         | 第15回 | 森村尚登 | 帝京大学板橋キャンパス |                                                                  |           | 第26回日本臨床救急医学会総会・学術集会と併設開催                                                                                             |
| 2024年 | 4月13日         | 第16回 | 渥美達也 | 東京国際フォーラム     |                                                                  |           | 第121回日本内科学会総会・講演会と併催開催 |
| 2025年 | 7月5日          | 第17回 | 新田雅彦 | 虎ノ門ヒルズフォーラム | “救命の連鎖”を科学する 〜予防から恢復まで〜                      |           | 第38回日本小児救急医学会学術集会および第32回小児集中治療ワークショップに併設して開催予定                                                     |

## 機関誌
- 『J-ReSS』年数回　ISSN 2189-0234